# تتويج الملكة فيكتوريا

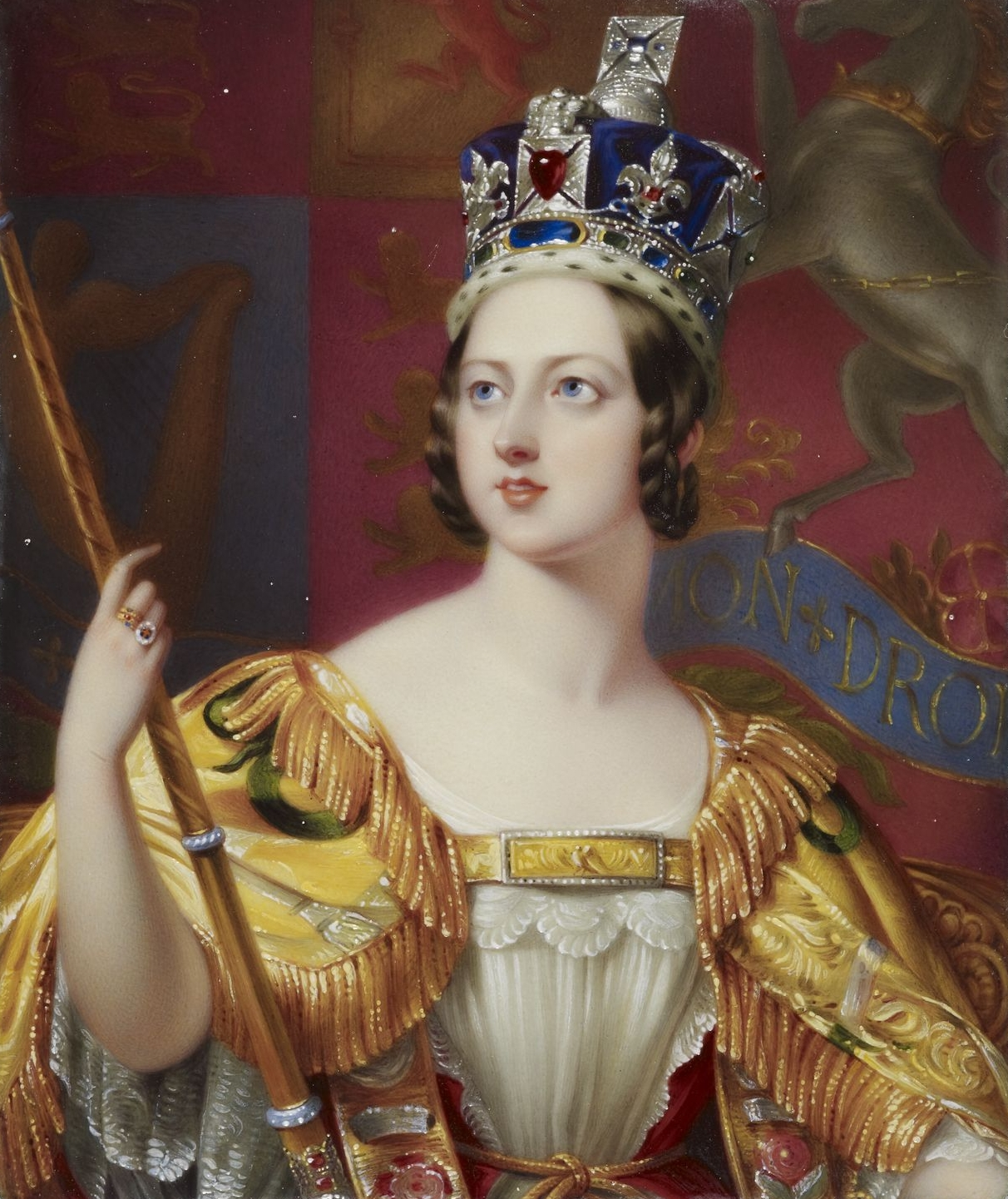
صورة شخصية للملكة فيكتوريا في التتويج رسمها جورج هايتر

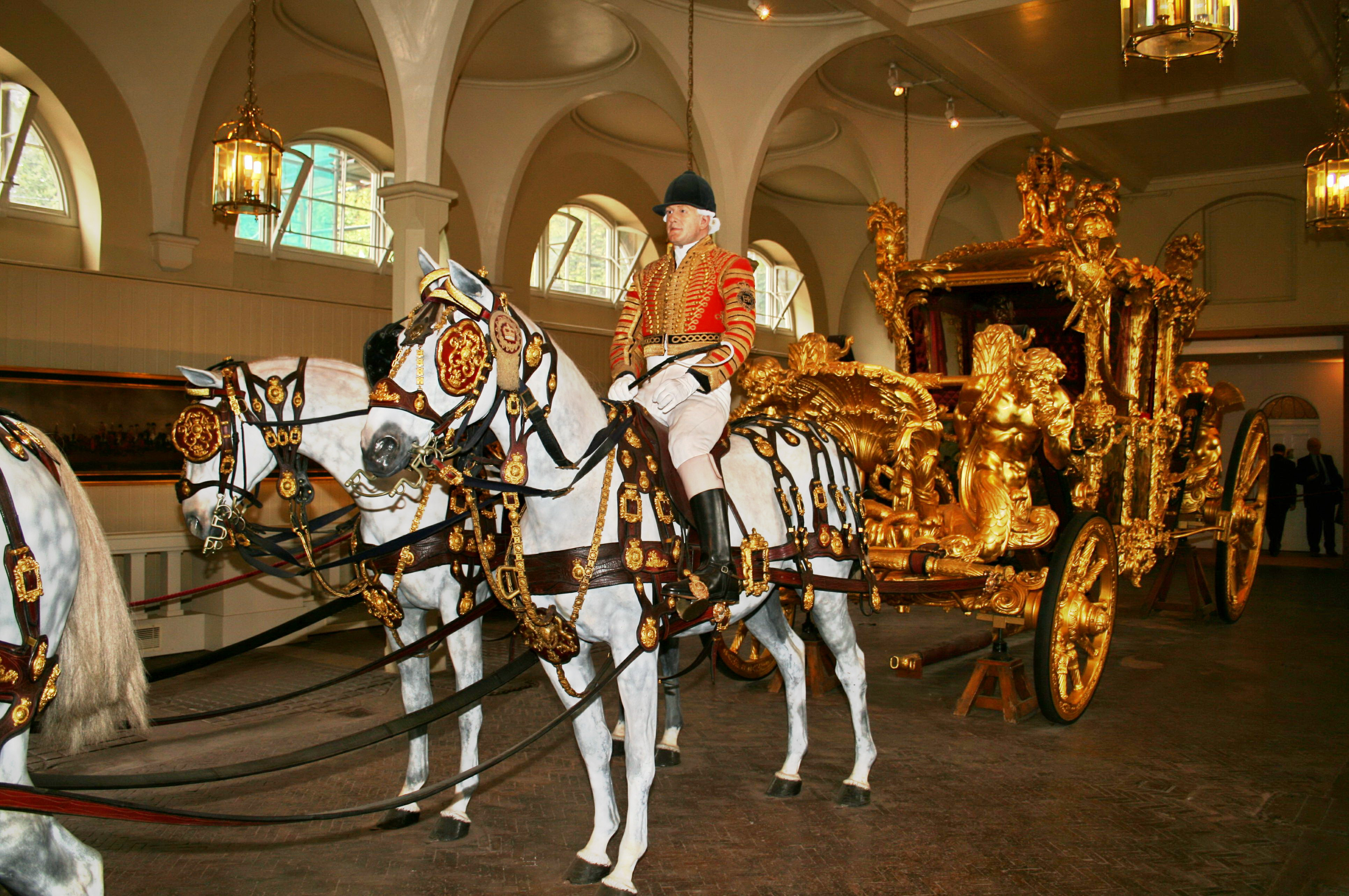
عربة الدولة الذهبية التي يجرها ثمانية خيول وهي معروضة الآن في الاسطبلات الملكية

توجت الملكة فيكتوريا في يونيو 1838، بعد عام من اعتلائها العرش في سن ال18. وشهدت حشود غفيرة موكبها من وإلى التتويج في دير وستمنستر؛ فخطوط السكك الحديدية الجديدة يسرت على العدد المقدر ب400.000 المجيء إلى لندن من سائر نواحي البلاد.
كلفت المراسم 97.000 جنيه إسترليني (6.02 مليون جنيه إسترليني 2014)، وهو ما يعد وسطًا بين تتويج الملك الذي سبقها ويليام الرابع الذي كلف 30.000 جنيه إسترليني في عام 1831، والتتويج الفاره لأخيه جورج الرابع. وقد بدأ ويليام الرابع في حفل تتويجه تقليد الفخامة الذي لا يزال يرتبط بهذا الحدث حتى اليوم، والذي كان يتضمن سابقًا مراسم في بهو وستمنستر (ملحقًا الآن بمجلسي البرلمان) تتم قبل الموكب الذي يسيرون فيه على الأقدام في الطريق إلى دير وستمنستر. لكن حل محل هذا النظام موكب الملك في عربة الدولة الذهبية أو عربة التتويج التي يركبها الملك وتطوف الشوارع، وهي ترجع إلى 1762 ولا تزال تُستخدم في احتفالات التتويج مع عربات أخرى ومرافقة الفرسان.
واستخدم هذا الموكب للمرة الأولى في 1831، وتكررت الاستعانة به في عام 1838 وفي احتفالات التتويج التالية. وامتد الطريق الذي كانت تسلكه العربة؛ ليتيح الفرصة لعدد أكبر لمشاهدة الموكب، فأصبح شبه دائري من منزل الملكة الجديد في قصر باكنغهام، الذي كانت اكتملت لتوها التعديلات في مبناه، عبر شوارع: هايد بارك كورنر، وبيكاديلي، وسانت جيمس ستريت، وبال مول، وشارينغ كروس، ووايت هول. أولت ميزانية الاحتفال الأهمية الكبري للموكب ولم يكن هناك وليمة. وكان موكب التتويج الأطول منذ الخاص بتشارلز الثاني في 1660 وفقًا لمجلة «ذا جنتلمان». كان الجو جميلًا ونجح الاحتفال نجاحًا باهرًا حسب تقييم الصحافة وعامة الشعب، على الرغم من أن الدير شهد قدر لا بأس به من المشكلات وساد جو من الارتباك، بالإضافة إلى المعارضة اللأصولية خاصة في شمالي إنجلترا.

## المراسم

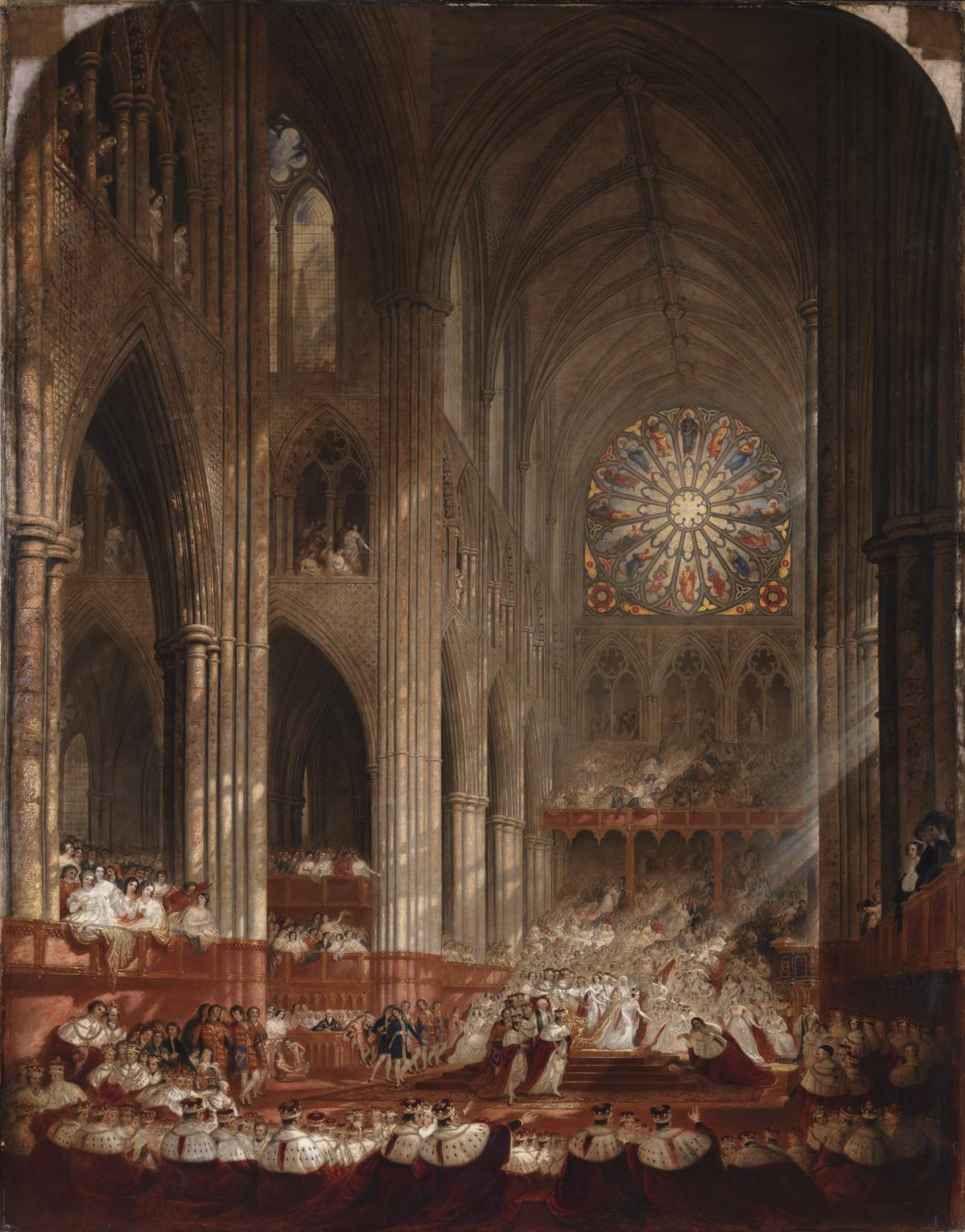
لوحة تتويج الملكة فيكتوريا للرسام جون مارتن التي تصور حادثة لورد رول عندما من سقط على الدرج وهو يحاول تقديم احترامه للملكة

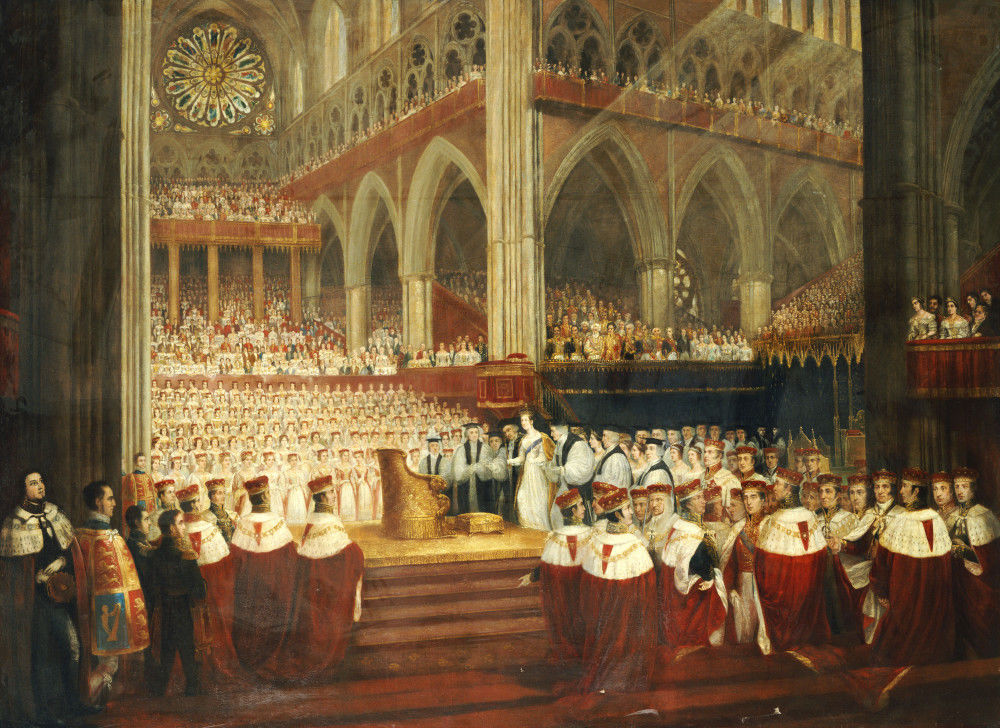
تتويج الملكة فيكتوريا بريشة الرسام إدموند توماس باريس

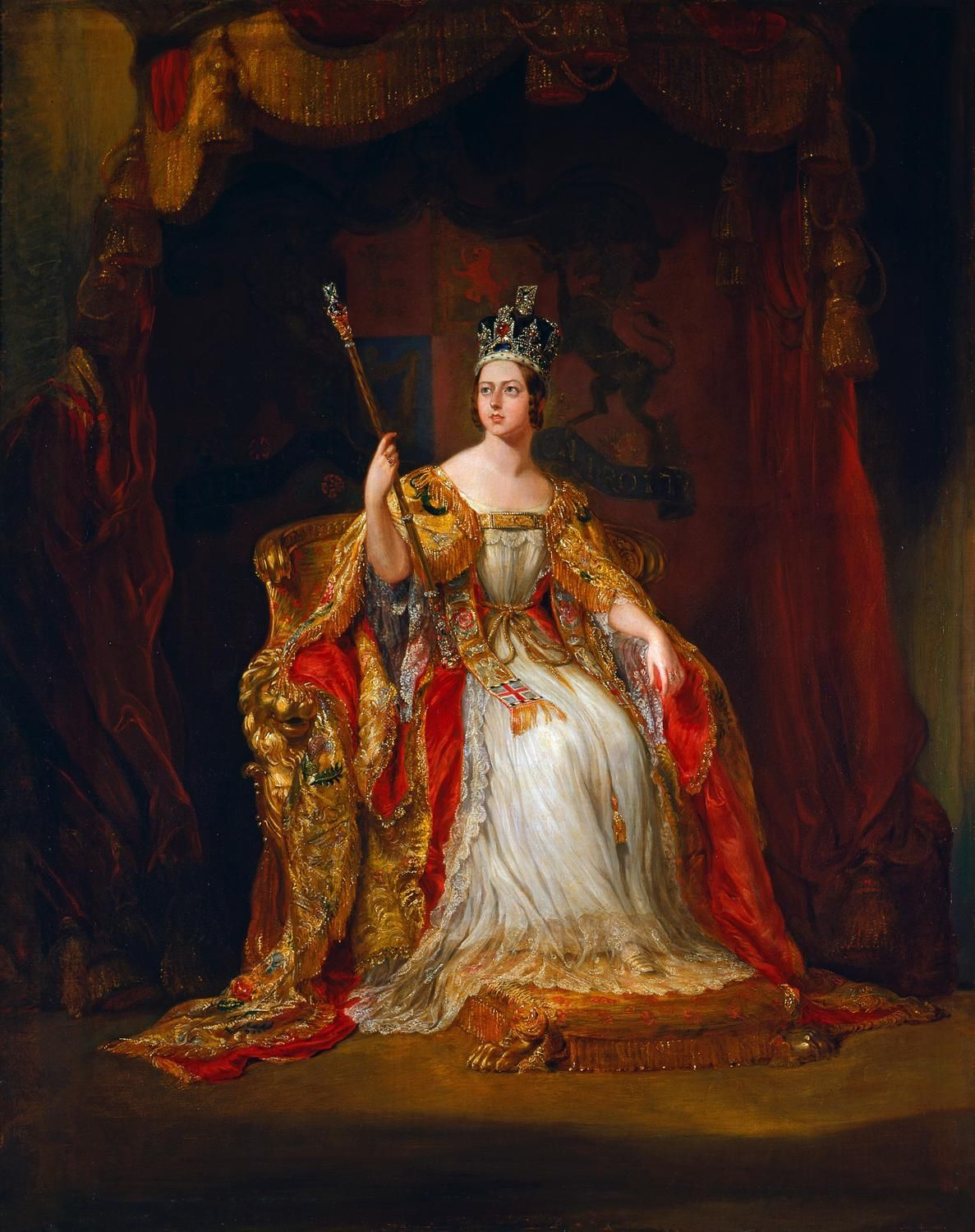
الصورة الشخصية للملكة فيكتوريا بريشة الرسام سير جورج هايتر

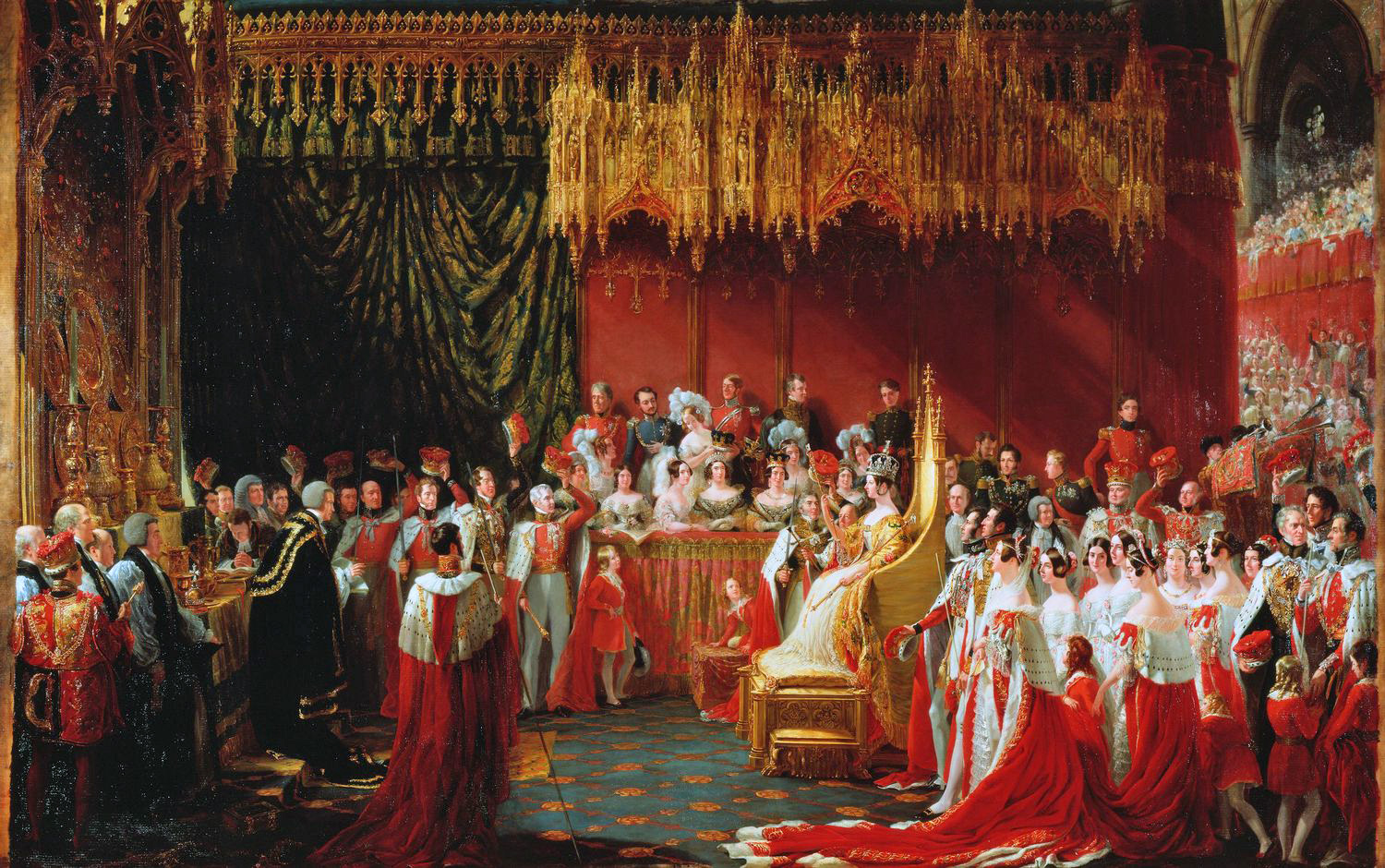
رؤية سير هايتر الأشمل للتويج

وفقًا للمؤرخ روي سترونغ، «كانت مراسم 1838 الأخيرة ضمن التتويجات الخرقاء» قبل أن يضع مؤرخي العصر الفيكتوري برنامجًا شبيهًا أكثر باحتفالات التتويج في العصور الوسطى التي تم استخدامها منذ عهد إدوارد السادس في 1902. حُذِف الطقس الخاص بأن يمتطي بطل الملكة «بالإنجليزية: Queen's champion» جواده مرتديًا درعه كاملًا عبر بهو وستمنستر معلنًا عن تحديه، ولم يتم استرجاعه؛ وأصبح البطل هنري دايموك بارونيتًا عوضًا عن منصب البطل. ولم تُجرى العديد من البروفات إلا أن لورد ملبورن- رئيس الوزراء- أقنع الملكة أن تزور الدير في عشية اليوم السابق للتتويج. وأفاد العديد من المدعويين على لسان بينجامين دزرائيلي أن المشتركين في التتويج «كانوا دائمًا في حيرة من أمرهم عما يجب فعله بعد ذلك، وأنتم رأيتم الحاجة إلى التدريب المسبق».
وكالمعتاد، جهزت صالات خاصة مجهزة بمقاعد لاستقبال الضيوف، وعزفت الأوركسترا المكونة من 80 عازفًا و157 مغنيًا الموسيقى بالإضافة إلى الفرقات العسكرية التي كانت تعزف في المواكب من وإلى الدير.
استمرت مراسم التتويج خمس ساعات وتضمنت إبدال الملكة فيكتوريا ملابسها مرتين. وكان يستريح أعضاء الحزب الملكي في الوقت الذي لا يحتاجون إليهم فيه في مسرح التتويج (مكون من منصة مقابلة للمذبح الرئيسي والتصالب) في كنيسة القديس إدوارد كما يطلق عليها على الرغم من أنها –كما وصفها لورد ملبورن- لم تكن كأي كنيسة رآها؛ «فما يطلقون عليه مذبحها كان مغطى بأطباق الشطائر وزجاجات الخمر»
ووصفت الملكة إحدى الحوادث التي صبت في مصلحتها في مذكراتها: «لورد رولز العجوز المسكين (هو في الحقيقة لورد رول) الذي كان يبلغ من العمر 82 عامًا وكان مريضًا للغاية سقط وهو يحاول اعتلاء الدرج؛ تدحرج للأسفل. وعندما حاول ثانية اعتلاء الدرج، تقدمت لحافة الدرج لأتفادى وقوعه ثانية»
وجاء رد فعل كاتب اليوميات تشارلز جريفيل الذي كان حاضرًا نموذجيًا بصفته واحد من العامة
كما صور هذه الحادثة جون مارتن في لوحته الكبيرة عن المراسم، وتحدث عنها ريتشارد هاريس براهام في قصيدته رواية السيد بارني ماجوير لأحداث التتويج
| تتويج الملكة فيكتوريا | ثم عُزِف الأرغن ونفخ الترومبيت والترومبون البهي بنغمه الفضي لكن لورد رول كان يهوي و كان الأمر المعزي أن نفكر أن اللورد بعظمته لم ينكسر عظمه! | تتويج الملكة فيكتوريا |

وفي نهاية المراسم، ألقى أمين خزانة القصر (بالإنجليزية:Treasurer of the Household) بميداليات فضية للحشود؛ مما جعل الناس تتدافع بطريقة مهينة للحصول على التذكارات.

## الموسيقى
لم تنجح جودة موسيقى التتويج في التخلص من جو الرتابة الذي سيطر على المراسم. فعلى الرغم من قيادة السير جورج سمارت للفرقة الموسيقية، ومحاولته إعطاء الإرشادات لعازفي الأرغن وعزفه شخصيًا في آن واحد لم يكن جهده مثمرًا بالدرجة الكافية؛ وصف أحد الصحفيين مقطوعات سمارت القصيرة التي عزفها عازفي الدولة لآلة الترومبيت بأنها «مزيج غير مألوف من تركيبات موسيقيية غريبة». وحاول سمارت أن يرفع من جودة الجوقة بالاستعانة بعازفين منفردين محترفين وكلفه كل ذلك 1.500 جنيه إسترليني بما في ذلك أجر سمارت الخاص الذي كان 300 جنيه إسترليني، على العكس من ميزانية موسيقى تتويج إدوارد السابع في 1902 التي بلغت 1.000 جنيه إسترليني.
وكان يعمل توماس اتوود على تأليف نشيد جديد للتتويج، لكنه توفي قبل الحدث بثلاثة شهور ولم يكتمل أبدًا. لم يشارك أيضًا فرانز كرامر، المسئول الملكي عن الموسيقى (بالإنجليزية Master of the King's Musick) في موسيقى التتويج؛ مما دفع مجلة ذا سبيكتاتور إلى اتهامه بأن الفرصة اتيحت له «ليظهر للعالم عجزه عن تأدية وظيفته الأولى التي كان يجب أن يعبر فيها عن امتنانه البالغ ألا وهي تأليف نشيد التتويج». وألف ويليام كينفت نشيد هذا اليوم الذي خلفه الله، إلا أن الاستعانة بموسيقى جورج فريدريك هاندل كانت أكبر، أربع مقطوعات على أقل تقدير، من ضمنها جوقة هالولويا، التي لم تغن ثانية في أي تتويج بريطاني.
على الرغم من ذلك، لم ينتقد الجميع الموسيقى، فأسقف روشستر كتب عنها «كانت مختلفة تمامًا عن مثيلتها في 1831. كانت مبهرة وجعلتنا نشعر لزامًا أننا نحضر صلاة لا تتويج ملكة فحسب».

## رواية الملكة فيكتوريا لأحداث التتويج
كتبت الملكة الجديدة وصف كامل لأحداث التتويج في مذكراتها التي منها اُخِذت هذه المقتطفات (بعد مسح الأجزاء الخاصة بأقاربها وآخرين التي تملأ صفحات كثيرة من الوصف):
«ذهبت في الرابعة والربع مساءً مع ليدي لانسدون، وليدي برهام، وليدي كوننجهام، والعقيد ويمس لدير وستمنستر حيث استقبلتني دوقة سذرلاند. كانت الشوارع مليئة بالناس وشاهدت الاستعدادات بشتى أنواعها. استقبلني عند الدير لورد ميلبورن، ودوق نورفولك، وسيرويليام وودز، وسير بينجامين ستيفنسن. كل الاستعدادات كانت استكملت على أكمل وجه بطريقة رائعة ومناسبة. جعلني لورد ملبورن أُُجرِب التاجين وكان هذا شيئًا جيدًا؛ لأن كليهما كانا منخفضين للغاية. ثم عدت إلى البيت في الخامسة وكانت هناك حشود غفيرة في الشوارع جميعها ودودة. غيرت التجهيزات للتجمعات والبالونات شكل المكان تمامًا، أضفت مخيمات قوات المدفعية بخيامها البيضاء جوًا من البهجة. أنا سعيدة جدًا لأنني ذهبت إلى الدير؛ فأنا الآن أعرف تمامًا إلى أين أذهب وما علي فعله».
"تحدثنا (مع لورد ملبورن) لوقت طويل عن التتويج وعن كل ما يجب علي فعله. قلت أنني كنت قلقةً وكأن شيء مروع سيحدث غدًا- ابتسم حينما قلت ذلك وتحدثنا عن الأساقفة وكون أسقف درهام مرتبكًا بشكل كبير، فرد لود ملبورن " تعوزه البراعة في تلك الأشياء" مضيفًا عن التتويج " سيعجبك عندما تذهبين". أشرت أني شعرت بالسعادة عندما فكرت في أنه سيكون بجانبي؛ لأنه جعلني أشعر أكثر بالطمأنينة". " ايقظني الساعة الرابعة صوت إطلاق البنادق في المتنزه ولم أستطع أن أعاود النوم؛ بسبب الضجة التي كان يحدثها الناس، والفرق وما إلى ذلك. نهضت –أخيرًا- في السابعة وأنا أشعر بالقوة والعزيمة. كان منظر المتنزه مثيرًا للاهتمام- حشود من الناس مجتمعة في شارع كونستيتيوشن هيل- جنود، وفرق إلى آخره". "كان اليوم جيدًا وفاقت الحشود مثيلتها السابقة بما فيها ما رأيتها عندما ذهبت إلى المدينة. تجمع رعايي المخلصين في كل كل مكان ليشاهدوا الموكب. كنت ممتنة لخفة ظلهم وولائهم المفرط. لا أستطيع –حقًا- أن أعبر عن ما أحسست به من فخر بصفتي ملكة بأمتي. شعرت بالقلق في بعض الأحيان من أن يُلحق الأذى بالناس؛ من الضغط الهائل والتدافع. وصلت الدير في الحادية عشر والنصف مساءً وسط هتاف يصم الآذان. ذهبت-أولًا- إلى غرفة تغيير الملابس- قريبة جدًا إلى المدخل- حيث قابلت حملة ذيل الثوب لملكي: ليدي كارولين لينوكس، وليدي أديلايد باجيت، وليدي ماري تالبوت، وليدي فاني كوبر، وليدي ويليمينا ستانهوب، وليدي آن فيزويليام، وليدي ماري جريمستون، وليدي لويزا جينكنسون. كنا يرتدين كلهن ملابس جميلة ومتشابهة من الساتان الأبيض والأقمشة الفضية، ويرتدين أكاليل من السنابل الفضية على مقدمة رؤوسهن،
وأخرى من الورود الزهرية حول ضفائرهن المسدلة. كما كانت التَسْريحة مزركشة بورود زهرية".
«ثم تلا ذلك بقية المراسم المختلفة التي تنتهي بوضع التاج على رأسي، والتي يجب أن أعترف كانت لحظة جميلة ومبهرة. في اللحظة نفسها، ارتدى كل القرناء والقرينات تويجاتهم. وتأثر جدًا لورد ملبورن- الذي كان يقف على مقربة مني طوال المراسم ورمقني بنظرة حنونة أبوية، إن جاز لي أن أقول. كان المنظر مبهرًا جدًا بسبب الصيحات- التي كانت رائعة جدًا- والطبول، والأبواق، وإطلاق البنادق كلها في اللحظة نفسها»....
«وضع رئيس الأساقفة (بشكل أخرق جدًا) الخاتم على الإصبع الخاطيء؛ مما جعلني أعاني صعوبة بالغة في أن أخلعه ثانية، لكنني تمكنت من خلعه في النهاية بعدما تألمت بشدة. بدا حاملي ذيل ردائي جميعهن جميلات. في حوالي الرابعة والنصف مساءً ركبت ثانية عربة الدولة مرتديةً التاج وحاملةً الصولجان والكرة السلطانية وسار الموكب في الطريق نفسه الذي أتينا منه، وازدادت الحشود، إذا كان هذا ممكنًا. تأثرت بشدة من إظهار الحشود لمحبتهم وولائهم لي؛ سأتذكر أن هذا اليوم كان أكثر يوم شعرت فيه بالفخر الشديد. تناولنا العشاء في الثامنة مساءً- نحن الثلاثة عشر- عمي وأختي وأخي سبيث والسادة الألمان، وحضرة لورد ملبورن ولورد ساري»
بعد ذلك، شاهدت الألعاب النارية في غرين بارك، ولم تتناول الإفطار إلا في الحادية عشر والنصف من اليوم التالي عندما زارت معرض التتويج في هايد بارك الذي كانت تقام فيه حفلة راقصة في الثاني من يوليو\تموز.

## جدل سياسي

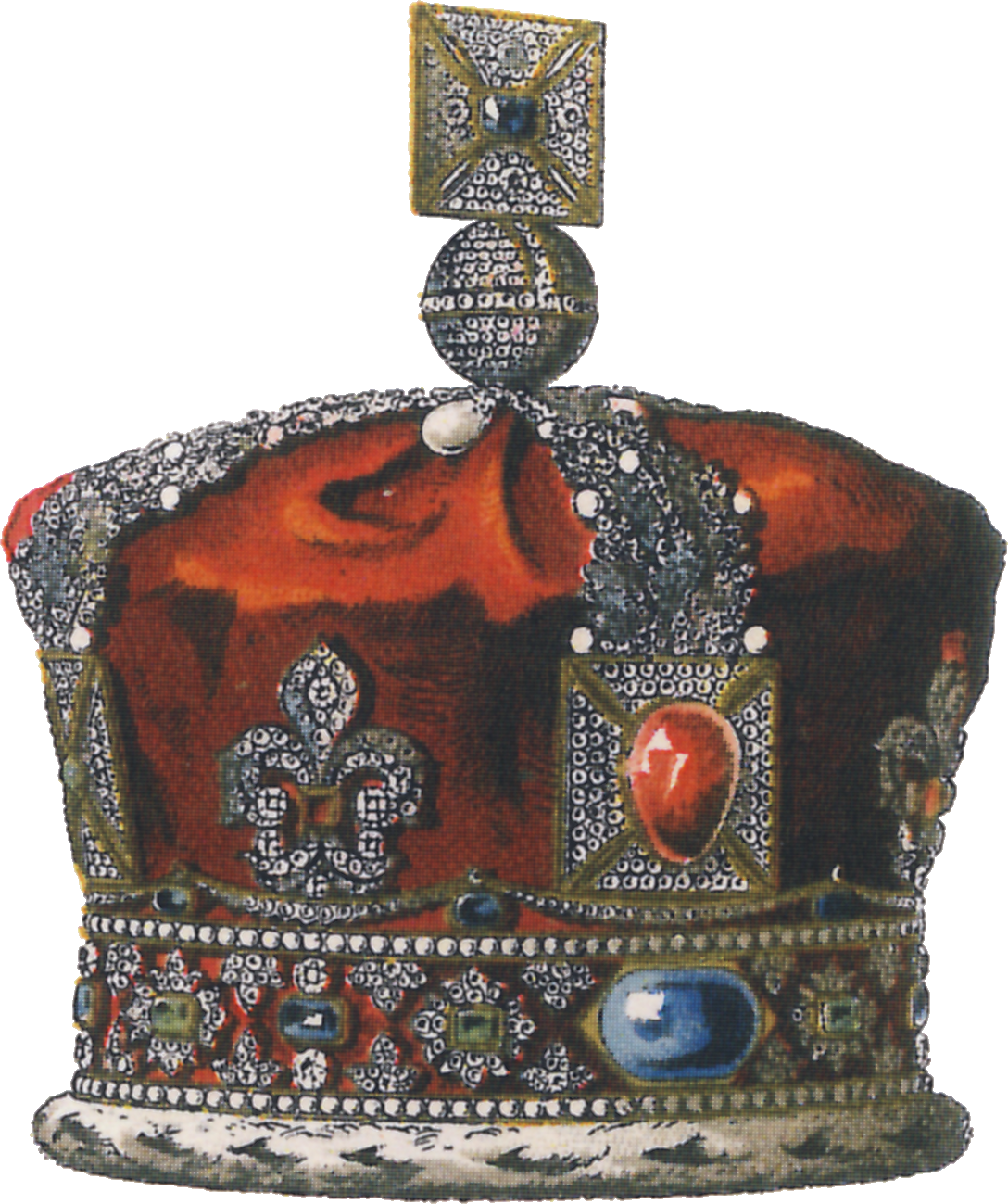
عرض تاج الدولة الإمبراطوري الذي استُخدِم قبل 1973. هذا التاج التي ارتدته الملكة فيكتوريا موجود هيكله الآن بعد نزع االجواهر منه

أثار التتويج كم لا باس به من النقد من خصوم حكومة حزب الأحرار البريطاني سواء كان من حزب المحافظين (بالإنجليزية The Tories) أو من بعض الآراء الأصولية؛ فتمثلت اعتراضات حزب المحافظين -التي أبداها من قبل- في أن الحكومة تنفق الكثير على موكب عام طويل يقلل من هيبة تقاليد مراسم وستمنستر؛ لأن مع هذه التكاليف «ستجرده النفعية البنثامية من ملكيته»، ورأى أيضًا اليسار المتطرف متضمنًا الحركة الميثاقية أن المراسم بأكملها باهظة الثمن، في حين عارض آخرون استمرار النظام الملكي في الأصل، وأعترض كلا من حزب الأحرار والأصوليون -لأسباب مختلفة- على تحويل الحكومة للحدث إلى احتفال عام يحتفل به عدد أكبر من العوام بقدر المستطاع.
وأحدث ارتباط الملكة فيكتوريا بحزب الأحرار البريطاني لها مشكلات في الفترة المبكرة من حكمها من ضمنها المشكلة المسماة بأزمة الخادمات الشخصيات في 1839 التي دارت حول تعيين خادمات ذوات خلفيات سياسية في 1873. كالمعتاد، أدى اعتلاء ملك جديد العرش تلقائيًا إلى حل البرلمان وعقد انتخابات عامة التي عقدت في عهد فيكتوريا في 1837 وأعادت السلطة لحكومة حزب الأحرار برئاسة لورد ملبورن. استغل الحزب اسم الملكة فيكتوريا في الحملة اللإنتخابية طارحًا فكرة أن قدوم ملكة جديدة من جيل جديد سيعني حتمًا تقدم في الإصلاح. كان ويليام الرابع وزوجته أديلايد من ساكسونيا ميننغن متعاطفين بشدة مع حزب المحافظين على حين أن والدتها فيكتوريا – سميت الملكة تيمنًا باسم والدتها- كان من المعروف عنها أنها تفضل حزب الأحرار. وأعزى البعض تفضيل الملكة فيكتوريا إلى نفس الحزب إلى تنشئتها على تبني أفكار مشابهة؛ وهو ما يتضح هذا في القصص الشعرية المشهورة التي كانت تباع في الشوارع والتي تصور واحدة منها فيكتوريا تقول:
سأضمن حق الشعب
سيكون البرلمان أصولي
أو لن يبيتوا هنا الليل»
وعلى الرغم من أن هذا كان تشويهًا لآراء فيكتوريا السياسية، لم يكن إلا مبالغةً وتضخيمًا لما فعله حزب الأحرار في حملتهم. بالإضافة إلى أن الملكة فيكتوريا كانت مغرمة بلورد ملبورن الذي كانت تعتبره بمثاية والدها (والدها توفي في عام 1820 وهي لم تبلغ عامها الأول بعد) وكان من المعروف أنها تهتم دائمًا بنصائحه بشكل كبير. ضمت حملة حزب الأحرار للإعتراض عدة إجتماعات علنية وخطاب مفتوح نُشِر في الثاني من يونيو في صحيفة ذا تايمز من مركيز لندنيري إلى عمدة لندن، وأعضاء المجلس المحلي، والتجار. تجلى كل ما سبق في خطاب لندنيري في مجلس اللوردات عندما طلب من الملكة رسميًا تأجيل التتويج حتى الأول من أغسطس ليكون التتويج بالفخامة اللائقة.
وركزت صحف اليسار المتطرف التي تذمرت من تكاليف الحدث على تقليل حماس العامة. وآتت جهودها ثمارها في شمال إنجلترا. كما قللت، في مانشيستر، حملة نظمتها اتحادات التجارة وجماعات أخرى الحضور في الموكب المحلي الذي نظمه المجلس المحلي لثلث التتويج السابق. تعاطفت هارييت مارتينو التي حضرت التتويج في الدير مع اليسار وأبدت شكوكها حول اللتتويج. فعلى الرغم من بعض تعلقياتها الإيجابية، رأت مارتينو أن المراسم عامة «بدائية للغاية»، «تليق فقط بالعصور الفرعونية في مصر» و «مهينة..لإله القرن التاسع عشر في العالم الغربي». في مانشستر والبلدات الصناعية الأخرى في شمال إنجلتر، خرج أفراد الحركة المواثيقية  في مظاهرات ضد الملكية. عدا ذلك، احتفلت البلاد في هذا اليوم واستمتع الحاضرون بأشياء مثل تناول الطعام المعد ل1.500 فرد في الهواء الطلق في متنزه باركرز بيس في كامبريدج.

## التيجان وثياب التتويج
توجت الملكة فيكتوريا بتاج الدولة الإمبراطوري الذي صنعته لها شركة صنع المجوهرات الملكية راندل آند بريدج وهو مرصع ب3093 جوهرة من ضمنها ياقوتة الأمير السوداء التي توضع في مقدمة الصليب باتي (بالإنجليزية cross pattée). هذا الصليب الذي تعلوه أيضًا ياقوتة القديس إدوارد، ياقوتة مأخوذة من خاتم (أو من تويج) إدوارد المعترف. رأت لملكة فيكتوريا- وهو ما رآه إدوارد السابع بعد ذلك - أن تاج القديس إدوارد ثقيل جدًا. لا يزال التاج موجودًا، لكن بعد نزع الجواهر منه. عُدِل التاج ليصبح أخف في 1937و ارتداه عده ملوك في مواكبهم بالعربة. ارتدت الملكة تاج الدولة لجورج الرابع في موكب العودة. لا تزال ثياب تتويج فيكتوريا موجودة في مجموعة الملابس الملكية المحفوظة في قصر كنسينغتون مع ملابس أخرى في مجموعتهم للثياب التاريخية، لكنها لا تعرض في العادة، على العكس من فستان زفافها. لا تزال ثياب تتويج فيكتوريا موجودة في مجموعة الملابس الملكية المحفوظة في قصر كينغنستون مع ملابس أخرى في مجموعتهم للثياب التاريخية، لكنها لا تعرض في العادة، على العكس من فستان زفافها. وهم حسب التقارير في حالة ممتازة. ارتدتهم فيكتوريا ثانية في صورة شخصية رسمها فرانز زافير ونترهالتر في 1859. وضِع تمثال من الرخام يجسدها وهي ترتدي هذه الملابس في حدائق كنسينغتون بالقرب من قصر كنسينغتون احتفالًا بيوبيلها الذهبي عام 1893.

## روابط خارجية
- Queen Victoria's Journals, online from the Royal Archives and Bodleian Library
- The Crowning of a Queen, Victorian History
- Queen Victoria Online نسخة محفوظة 1 فبراير 2014 على موقع واي باك مشين.